# AGTH
AGTH(Anime Games Text Hooker)는 일본의 미소녀 게임 등에서 메모리 상에 출력되는 일본어 문장을 추출하기 위해 개발된 후킹 프로그램으로, 일본어를 읽을 수 없는 사용자가 문장을 번역기 등에 돌릴 수 있게 하여 어느 정도 내용을 이해할 수 있게 도와주는 역할을 한다. 같은 용도로는 Oh! 텍스트 후커가 있다.

## 내력
AGTH는 2006년 4월 17일자로 SEt(아이디)가 첫 공개되었으며, 이후 AGTH에 나온 텍스트를 ezTrans XP를 이용해 한글로 번역한 후 출력하는 CliphookerEX!에 의해 즉석에서 번역된 내용을 읽을 수 있게 되었다. 현재 버전이 갱신되면서 지원 범위를 넓히고 있으며, x64기반의 AGTH64 버전도 있었으나 실용성이 없는 관계로 2006.11.7 버전 이후로 제거되었다.

## 작동원리
AGTH를 게임에 attach시키면, 게임의 메모리 상에 뜨는 문장을 가져오는 것이다. 간편하게 AGTH와 게임을 동시 실행할 수 있는 숏컷 기능도 존재한다. 그러나 일부의 게임은 불가능할 때가 있는데 이 경우, 프로그램에 /H 옵션을 주어 UserHook로 가져오게 할 수 있다. 그리고 업데이트를 하면서 따로 옵션을 주어야 사용가능했던 kirikiri,REALLIVE,RUGP엔진 기반의 미연시들의 후킹을 지원하고 있다.

## 기능
- 게임의 메모리 상에 뜨는 문장을 후킹한다.
- 나머지는 AGTH 옵션 참조

## AGTH 옵션
- /C        출력되는 내용을 클립보드로 복사한다.
- /CT        출력되는 내용을 클립보드로 복사하나, 시간 간격을 두고 복사한다. (기본설정:80)
- /KF        반복되는 구문을 제거한다. 똑같이 반복되는 구문만을 제거한다.

예) /KF1:반복되는 단어 개수이다 즉 "ABABAB"이라고 3번 반복해서 번역될 경우 /KF1:3이라고 하면 된다 그러나 이렇게 해도 반복되는 단어가 계속 나온다면 숫자를 더 많이 주면 된다 이 방법은 특정 일본어 반복문에도 영향을 주어 몇몇 단어는 추출에 문제가 되니 주의가 필요하다.
- /KS        반복되는 문자를 제거한다. 예) AABBCCCDDDD -> ABCCDDD(KS,KS1),  ABCDD(KS2), ABCD(KS3) 무조건 적인 /KS?입력은 좋지 않다 단어의 반복단어량을 보고 입력해야 단어의 추출에도 제대로 추출되니 주의해야 한다
- /L        APPLOCALE과 같은 효과를 낸다. APPLOCALE이 설치되어 있어야 한다. 기본값:411(일어)
- /M        모듈의 이름을 나타낸다. 예) 0X00FFDSFS:00FFFFFF C:AGTH.DLL | TEXTOUTA에서 'C:AGTH.DLL'을 나타나게 한다.
- /NC        이미 실행되고 있는 프로세스는 후킹하지 않는다.
- /NH        후킹을 하지 않는다. 다른 옵션과 쓰지 못한다(/L 제외). APPLOCALE 용도로 쓰인다.
- /NJ        유니코드와 관련된 옵션이다. 잘 쓰이지 않는다.
- /NS        서브 텍스트(SUB CONTEXTS)를 쓰지 않는다.
- /P        이미 실행되는 있는 프로세스 ID를 넣어 AGTH를 실행시키고 싶을 때 쓴다.

예) GAME.EXE란 게임이 실행되고 있고 그 프로세스 ID가 1234이면, AGTH의 바로가기를 조정하여 /P1234 옵션을 붙인다(C:AGTH.EXE /P1234). 그리고 실행하면, GAME.EXE를 후킹하고 있는 AGTH를 볼 수 있다.
프로세스 ID를 보려면, 작업관리자-보기-열 선택에 들어가서 PID(프로세스 식별자)를 선택하면 되고 클립후커EX!에서도 실행하면 바로 프로세스 아이디를 볼 수 있다.
- /PN       이미 실행된 프로세스의 이름을 입력하여 AGTH를 실행시키고 싶을 때 쓴다.
- /R        APPLOCALE로도 작동이 안되는 게임을 작동이 가능하게 만든다, 하지만 2007.8.24버전 이후로부터는 이기능은 버그로 작동이 안되는 문제가 있었으나 2011.5.9에서는 수정되어 정상 작동을 한다, /L옵션에서도 실행이 안 될 때 사용하는데 가장 많이 쓰이는 곳은 기리기리엔진 기반에서 사용된다 이 옵션을 사용할 때 /L 옵션은 제거 해야 한다
- /T        AGTH창이 항상 앞에 있게 만든다
- /V        SYSTEM MODULE까지 보여준다. 극히 일부긴 하지만, 이 SYSTEM MODULE에서 텍스트를 찾는 경우도 존재한다.
- /W        자동으로 텍스트가 출력되는 기능을 찾아가도록 한다.

예) 텍스트가 출력되는 곳이 Ox01481870:00FFFFFF일 때, /W01481870:00FFFFFF를 쓰면 자동으로 이 주소가 선택된다.
하지만 몇몇 미연시에선 주소값이 변하기도 하기에 사용시 주의 해야 한다
- /X        기존의 모듈로만은 만족할만한 텍스트를 얻지 못할 때(주로 CACHING 문제), 이 옵션을 쓴다. (X1,X2,X3 옵션(X3옵션에 경우 X1,X2 동시에 사용))구버전의 AGTH에서는 /X만 사용되니 2008.11.20버전에서 /X?를 사용해야 한다
- /F        특별 스레드의 이름을 바꿀 수 있고 그외 모든 다른 스레드를 숨겨주는 기능이다 예:/Ftext@1 로 입력시 [text] 로 나온다 다량의 모둘과 같이 섞인 /H 옵션의 단어에서 구분할 때 사용한다

- 기본적으로 사용하는 AGTH 옵션: /L411 /C
- 자주 사용하는 부가적 옵션: /X /H(H옵션 코드 있을시) /KF /W /R(구버전 사용시)

## 문제점
- 대부분의 백신 프로그램에서는 AGTH의 텍스트 후킹 기능으로 인하여 트로이목마로 오탐지하기에 치료시 삭제하는 문제점이 있다 현재는 AGTH 초기 버전인 2006.4.17 버전만 이런 문제가 있다.
- 드물긴하나 x64 네이티브를 지원하는 미연시에 경우 agth가 실행되지 않으면 64비트 네이티브를 지원하는 agth64.exe에 경우도 실행은 되나 후킹이 안되는 문제가 있다.
- x64 네이티브 버전인 agth64에 경우 몇몇 특정 미연시에서는 후킹이 안되는 문제가 있다.
- 어플로케일로 실행 불가능한 미연시에 경우(기리기리 엔진기반) /R로 실행할 수 있으나 2007.8.24 이후 버전에선 버그로 인하여 작동하지 않았으나 2011.5.9버전부터는 정상적으로 작동한다.
- 이전까진 기리기리 엔진과 리얼라이브엔진 기반의 미연시를 h옵션 없이 기본적으로 후킹가능하게 지원하였으나 최근에 들어서 새롭게 업그레이드된 기리기리엔진과 리얼라이브엔진은 후킹을 못하기에 별도의 h옵션이 필요하다.
- 윈도우 비스타 또는 윈도7 64Bits에서 사용할 때 AGTH 2008.11.20 버전에서 /X2 옵션이 작동이 안되는 문제가 있는데 이것은 /X3로 하거나 최신버전을 설치하면 된다.